# Robert Muir
Robert Muir FRS, FRSE (Balfron, Stirlingshire, 5 de julho de 1864 — Edimburgo, 30 de março de 1959) foi um médico e patologista escocês.
Fez pesquisas fundamentais sobre imunologia, sendo uma das personagens de liderança na pesquisa médica em Glasgow no início do século XX.